# Solenotheres prolixus
Solenotheres prolixus is een krabbensoort uit de familie van de Pinnotheridae. De wetenschappelijke naam van de soort is voor het eerst geldig gepubliceerd in 2010 door Ng & Ngo.